# 费里耶尔莱布瓦
费里耶尔莱布瓦（法語：Ferrières-les-Bois，法語發音：[fɛʁjɛʁ le bwa]）是法国杜省的一个市镇，属于贝桑松区。

## 地理
费里耶尔莱布瓦（47°12'16"N, 5°48'11"E）面积4.17 平方千米，位于法国勃艮第-弗朗什-孔泰大區杜省，该省份为法国东部内陆省份，北起上索恩省，西接汝拉省，东部及东南部与瑞士接壤，东北部与贝尔福地区省接壤。
与费里耶尔莱布瓦接壤的市镇（或旧市镇、城区）包括：科尔塞勒费里耶尔、圣维特、大梅尔塞。

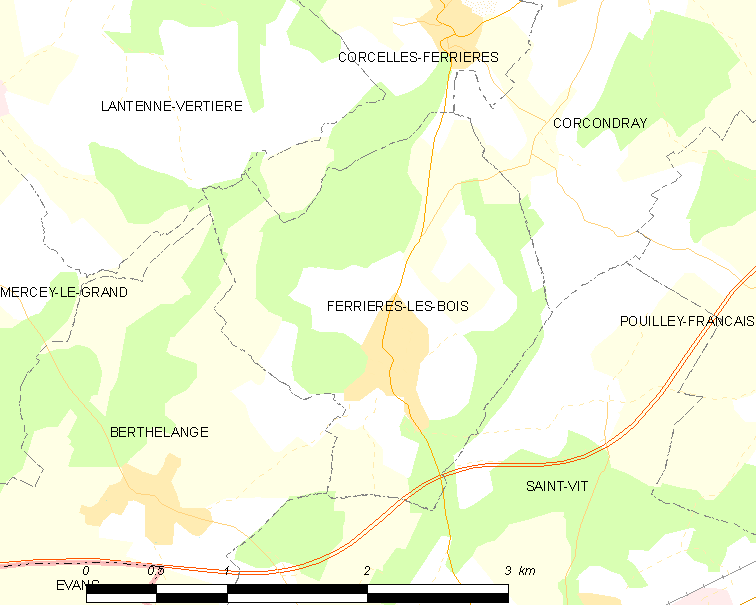
费里耶尔莱布瓦的OSM定位图

费里耶尔莱布瓦的时区为UTC+01:00、UTC+02:00（夏令时）。

## 行政
费里耶尔莱布瓦的邮政编码为25410，INSEE市镇编码为25235。

## 政治
费里耶尔莱布瓦所属的省级选区为圣维特县。

## 人口

1962-2008年间费里耶尔莱布瓦人口变化图示

费里耶尔莱布瓦于2022年1月1日时的人口数量为326人。